# Денкендорф (Баварія)
Денкендорф (нім. Denkendorf) — громада в Німеччині, розташована в землі Баварія. Підпорядковується адміністративному округу Верхня Баварія. Входить до складу району Айхштет.
Площа — 47,88 км2. Населення становить 4862 ос. (станом на 31 грудня 2020).